# Milan Kerbr (1989)
Milan Kerbr (Uherské Hradiště, 10 settembre 1989) è un ex calciatore ceco, di ruolo attaccante.